# Krisztina Molnár
Krisztina Molnár (ur. 8 kwietnia 1976 w Budapeszcie) – węgierska lekkoatletka specjalizująca się w skoku o tyczce.

## Osiągnięcia
- 1. miejsce w I lidze Pucharu Europy (Bańska Bystrzyca 2002)
- 7. miejsce podczas mistrzostw Europy (Monachium 2002)
- 1. miejsce na I lidze Pucharu Europy (Stambuł 2007)
- wielokrotna mistrzyni i rekordzistka kraju

Dwukrotnie reprezentowała Węgry podczas igrzysk olimpijskich. W obu startach (Ateny 2004 & Pekin 2008) odpadała w eliminacjach, będąc sklasyfikowana odpowiednio na 16. i 26. miejscu.

## Rekordy życiowe
- skok o tyczce (stadion) – 4,55 (2006) były rekord Węgier
- skok o tyczce (hala) – 4,50 (2006)